# Найдёнов, Иван Антонович
Иван Антонович Найдёнов (1923-1944) — старший лейтенант Рабоче-крестьянской Красной Армии, участник Великой Отечественной войны, Герой Советского Союза (1945).

## Биография
Иван Найдёнов родился 23 июня 1923 года в селе Тимошовка (ныне — Михайловский район Запорожской области Украины). Окончил десять классов школы. В 1940 году Найдёнов был призван на службу в Рабоче-крестьянскую Красную Армию. Окончил Ленинградское артиллерийское училище. С июня 1941 года — на фронтах Великой Отечественной войны.
К октябрю 1944 года гвардии лейтенант Иван Найдёнов командовал ротой автоматчиков 315-го гвардейского горнострелкового полка 128-й гвардейской горнострелковой дивизии 1-й гвардейской армии 4-го Украинского фронта. Отличился во время освобождения Чехословакии. 17 октября 1944 года во главе группы автоматчиков Найдёнов захватил важную высоту и закрепился на ней, отразив большое количество немецких контратак. В тех боях он получил ранение, но продолжал сражаться. 16 декабря 1944 года Найдёнов погиб в бою. Похоронен в селе Велипнев в Словакии.
Указом Президиума Верховного Совета СССР от 24 марта 1945 года гвардии лейтенант Иван Найдёнов посмертно был удостоен высокого звания Героя Советского Союза. Также был награждён орденами Ленина, Отечественной войны 2-й степени и Красной Звезды, медалью.
В честь Найдёнова названа улица в Тимошовке и школа в Михайловке.